# Kävlinge
Kävlinge är en tätort och centralort i Kävlinge kommun i Skåne län.

## Historia
En av de äldsta skriftliga källorna där Kävlinge omnämns är en kyrklig handling från 1120. Vid den här tiden skrevs namnet Kyflingi. Enligt språkforskare har namnet troligen bildats av ordet kuv som betyder rundaktig topp, puckel. Namnet lär syfta på den åsrygg, som från söder skjuter norrut som en spets mot byn på andra sidan ån. Ändelsen -inge har inte någon självständig betydelse, men namnformen i sig visar att byn är gammal eftersom den härstammar från äldre järnålder och folkvandringstid. En annan och äldre teori om namnet Kävlinge är att det syftar på en så kallad kavelbro som har funnits vid vadstället över Kävlingeån.
Vadstället hade stor betydelse för Kävlinge. Den nord-sydliga landsväg som går härigenom är uråldrig och Kävlinge fick tidigt en fast förbindelse över ån. Kävlinges läge vid en bro som förband den gamla färdleden mellan Lund och Landskrona fick till följd att en gästgivargård med skjutsstation förlades till byn. Mitt emot gästgivargården uppfördes ett tingshus 1728. Senare byggdes en bro på platsen mot Furulund.
En sockerfabrik anlades år 1901. Tillverkningsåret 1900–1901 tillverkades 4997 ton råsocker, 76 ton melass och 21 669 ton betmassa.
Kävlinge är och har länge varit en viktig järnvägsknut. Den första banan var Malmö-Billesholms Järnväg (MBJ) som går mellan Arlöv, Teckomatorp och Billesholm, och öppnades 1886. Samma år invigdes också linjen mot Lund som var en del av Lund-Trelleborg Järnväg. År 1893 byggdes linjen mot Landskrona som kallas Landskrona-Kävlinge järnväg (LaKJ). År 1906 byggdes först linjer mot Sjöbo och året därpå linjen mot Barsebäckshamn som gick under beteckningen Kävlinge-Barsebäcks järnväg (KjBJ).
På 1950-talet började järnvägarna mot Sjöbo och Barsebäck bli olönsamma och de lades så småningom ner. 
Kävlinge kommuns vapen (som fastställdes 1955) symboliserar de sex utstrålande järnvägslinjerna.
I april 1996 spårade ett godståg lastat med ammoniak ur i Kävlinge, vilket fick till följd att cirka 9 000 människor evakuerades i vad som är den största evakueringen i Sverige i modern tid.

### Administrativa tillhörigheter
Kävlinge var och är en ort i Kävlinge socken och ingick efter kommunreformen 1862 i Kävlinge landskommun. Den 23 augusti 1901 inrättades i landskommunen Kävlinge municipalsamhälle för orten. År 1946 bildades Kävlinge köping genom ombildning av landskommunen och municipalsamhället. Bebyggelsen i orten kom sedan även att expandera in i Stora Harrie socken/landskommun. Under 1967 och 1969 utökades köpingskommunen med kringliggande socknar/landskommuner samt Furulunds köping. År 1971 ombildades Kävlinge köping till Kävlinge kommun, med Kävlinge som centralort.
I kyrkligt hänseende har Kävlinge alltid tillhört Kävlinge församling med mindre delar i Stora Harrie församling, som dock 2006 uppgick i Kävlinge församling.
Kävlinge ingick till 1874 i Harjagers tingslag därefter till 1967 i Rönnebergs, Onsjö och Harjagers domsagas tingslag, därefter till 1969 i Landskrona domsagas tingslag och sedan till 1971 i Torna och Bara domsagas tingslag. Sedan 1971 ingår Kävlinge i Lunds domsaga.

### Befolkningsutveckling

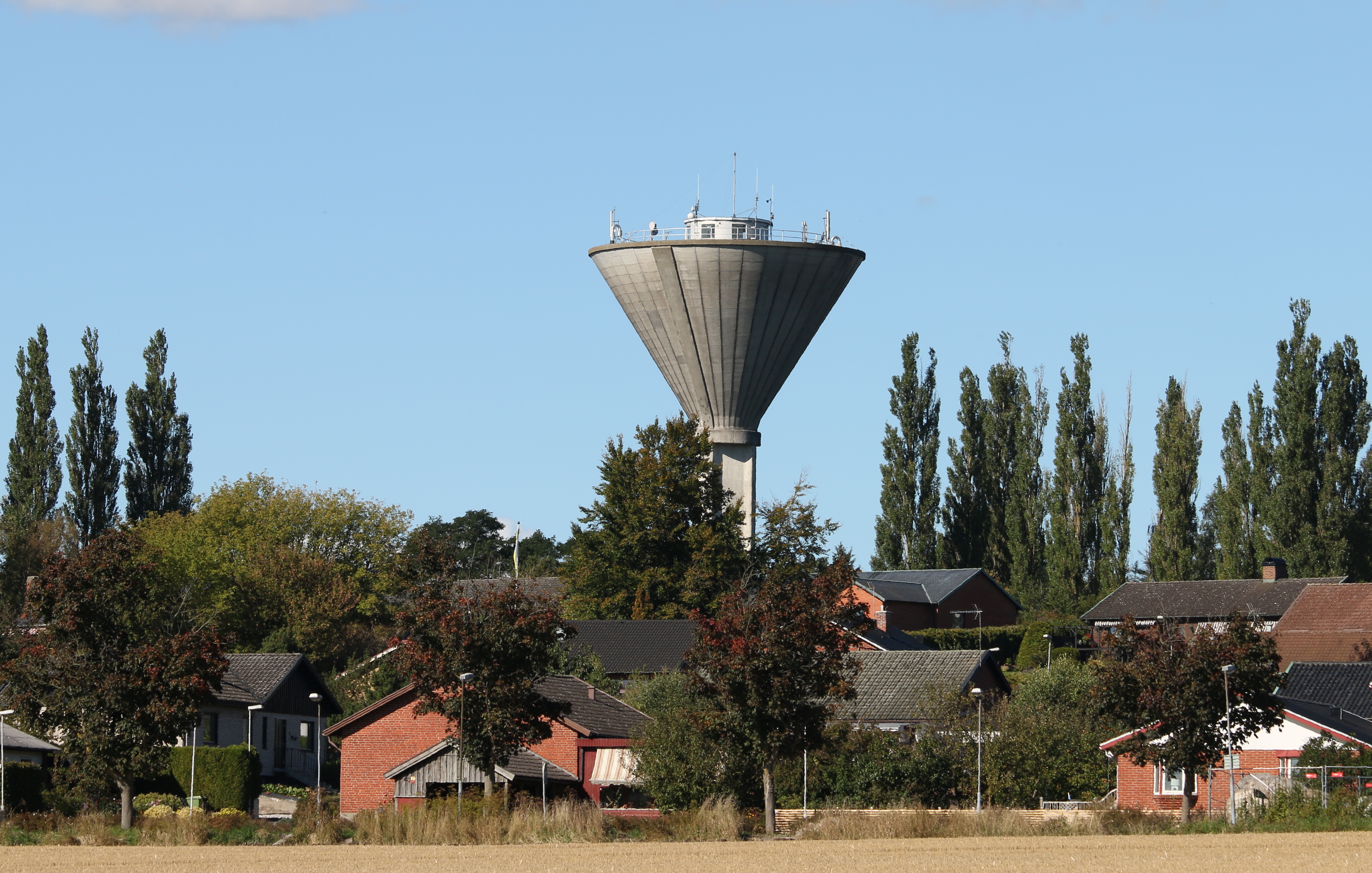
Kävlinge vattentorn

| Befolkningsutvecklingen i Kävlinge 1900–2020 | Befolkningsutvecklingen i Kävlinge 1900–2020 | Befolkningsutvecklingen i Kävlinge 1900–2020 | Befolkningsutvecklingen i Kävlinge 1900–2020 | Befolkningsutvecklingen i Kävlinge 1900–2020 |
| -------------------------------------------- | -------------------------------------------- | -------------------------------------------- | -------------------------------------------- | -------------------------------------------- |
|                                              |                                              |                                              |                                              |                                              |
| År                                           |                                              |                                              | Folkmängd                                    | Areal (ha)                                   |
| 1900                                         | 1900                                         |                                              | 1 301                                        | †                                            |
| 1960                                         | 1960                                         |                                              | 3 578                                        |                                              |
| 1965                                         | 1965                                         |                                              | 4 373                                        |                                              |
| 1970                                         | 1970                                         |                                              | 4 975                                        |                                              |
| 1975                                         | 1975                                         |                                              | 5 804                                        |                                              |
| 1980                                         | 1980                                         |                                              | 5 670                                        |                                              |
| 1990                                         | 1990                                         |                                              | 7 265                                        | 407                                          |
| 1995                                         | 1995                                         |                                              | 7 776                                        | 445                                          |
| 2000                                         | 2000                                         |                                              | 8 006                                        | 452                                          |
| 2005                                         | 2005                                         |                                              | 8 550                                        | 456                                          |
| 2010                                         | 2010                                         |                                              | 9 049                                        | 468                                          |
| 2015                                         | 2015                                         |                                              | 9 320                                        | 486                                          |
| 2020                                         | 2020                                         |                                              | 10 030                                       | 491                                          |
| † Som köpingsliknande samhälle 1900.         |                                              |                                              |                                              |                                              |

## Bebyggelse
Kävlinge är uppdelat i stadsdelarna Centrum, Rinnebäck, Annehäll, Åkershäll, Södra Åkershäll, Gamla staden, Gryet, Korsbacka, Bogesholm, Arvidsborg, Byhornet, Emyhill och Stationsstaden.
Gryet ligger i norra Kävlinge. Området brukar delas in i västra respektive östra Gryet, järnvägen betraktas som skiljegräns mellan de båda områdena.
Intill järnvägsstationen byggs den nya stadsdelen Stationsstaden. Området väntas få ett varierat utbud av bostäder med plats för cirka 3 200 invånare och 1 300 bostäder samt lokaler för butiker och service.

## Parker
Kävlinge har två parker, Kyrkparken och Folkets Park Kävlinge. Dessutom finns grönstråk och flera joggingrundor längs med Kävlingeån.

## Järnvägar

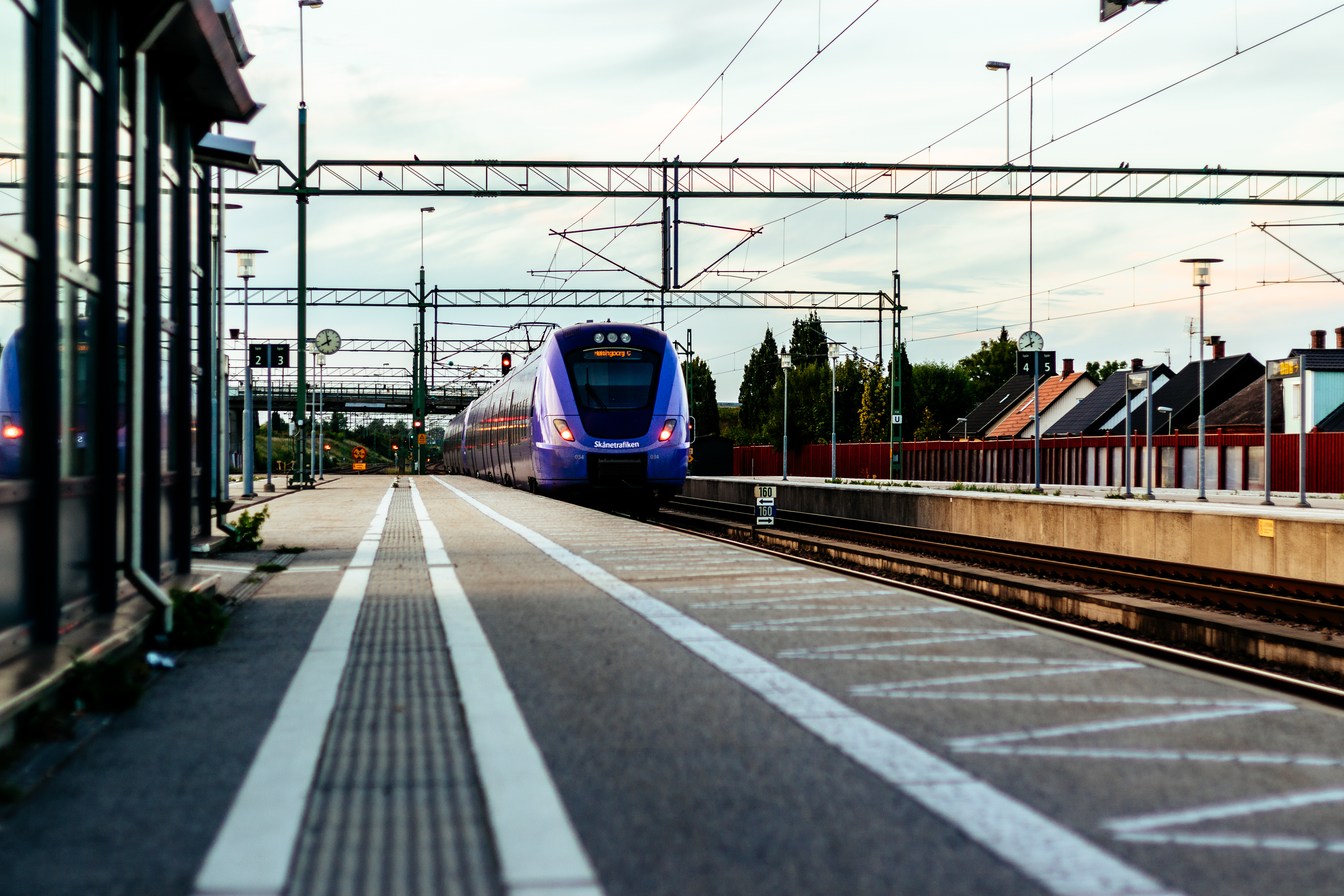
Kävlinge järnvägsstation

I dag bedrivs pendeltågstrafik, med Pågatåg och Öresundståg på linjerna mot Lund och Malmö i södergående riktning samt Landskrona, Helsingborg, Teckomatorp och Åstorp i norrgående riktning. (Däremot sker det att Öresundstågen kör på annan banna och då åker tåget till Åstorp istället och därifrån fortsätter tåget till Ängelholm och Göteborg p.ga arbete med Dubbelspår.) 
Västkustbanan korsar Godsstråket genom Skåne i Kävlinge.

## Utbildning och kultur

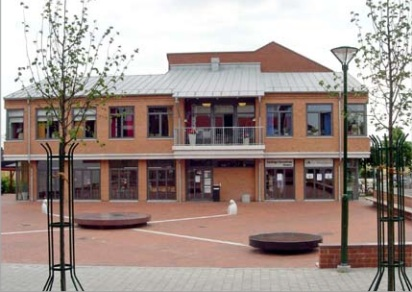
Kävlinge Lärcentrum

I Kävlinge finns en högstadieskola, Korsbackaskolan. Biblioteket i Kävlinge ritades 1926 av arkitekten Erik Lallerstedt. Byggnaden har tidigare rymt bland annat brandstation, häkte, bibliotek, tvätteri, badhus och gymnastiksal. Kävlinge bibliotek är ett av två folkbibliotek i Kävlinge kommun.
Kävlinge Lärcentrum i centrala Kävlinge erbjuder vuxenstuderande att studera enstaka ämnen eller kompletta utbildningar, på hel- eller deltid, på plats eller på distans, och studie- och yrkesvägledning för kommuninvånarna. Komvux, SFI, särvux och introduktionsprogram för gymnasieungdomar ligger under samma tak.

## Sport
I direkt anslutning till Kävlinge tätort ligger Kävlinge golfklubb. Flera sport- och idrottsföreningar finns inom olika sporter i Kävlinge. Flera kända handbollsspelare började sina karriärer i Kävlinge HK, däribland Kim Andersson, Anders Hallberg och Casper Käll. Fotbollsspelaren Guillermo Molins började även sin karriär i Kävlinge i Kävlinge GIF.  

## Kultur
Flera kulturföreningar finns, varav de nyare är Konstforum och Musikföreningen i Kävlinge. Folkets Park Kävlinge har varje sommar kulturarrangemang för tusentals gäster.

## Övrigt
Komediserien Starke man spelades delvis in i Kävlinge.
Tova Helgesson, Youtube-profil är född och uppvuxen i Kävlinge.

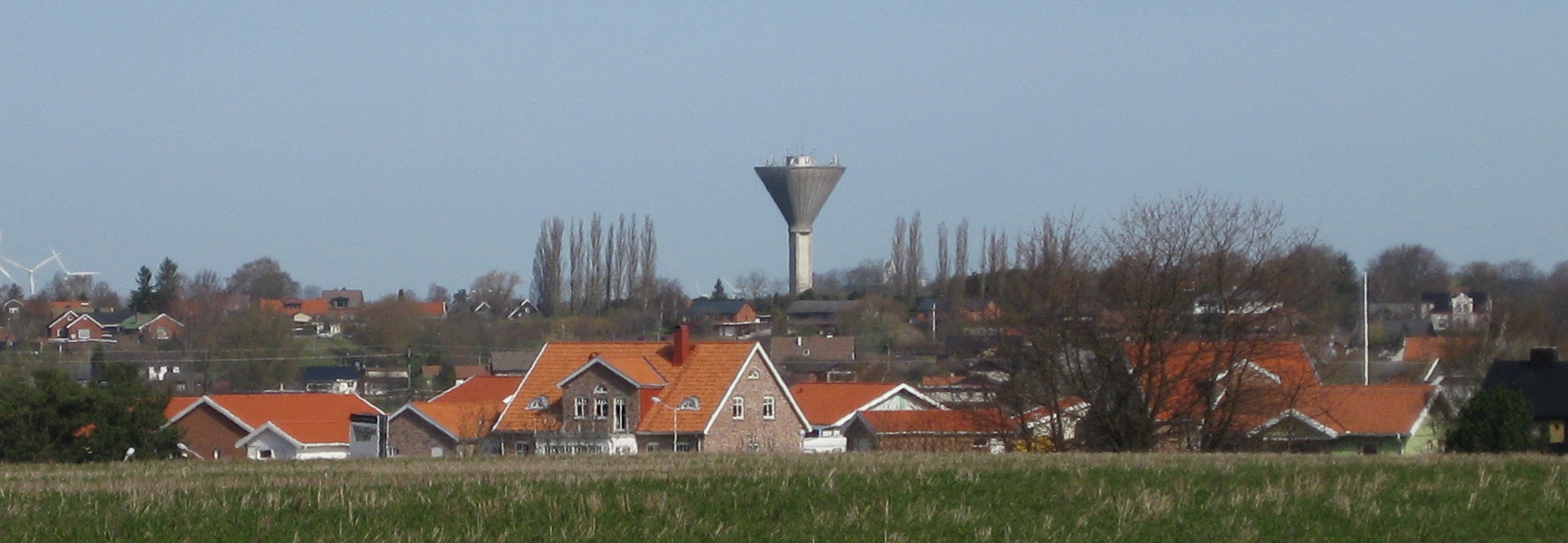
Utsikt över villaområde i västra delen av Kävlinge